# Szojuz T–9
Szojuz T–9 szállító űrhajóval a negyedik küldetés volt a Szaljut–7 űrállomásra.

## Küldetés
1983. június 27-én a bajkonuri űrrepülőtér Gagarin-indítóállásából indult. A küldetést megelőző Szojuz T–8 sikertelen dokkolása során az űrhajó külső felületén keletkezett hibát kijavítva szállított személyzetet az üresen álló tudományos űrállomásra. A dokkolás zavarmentesen megvalósult. Berendezkedés után a teherűrhajóról (Koszmosz–1443) átrakodtak 3,5 tonna rakományt, illetve kipakolták az űrállomáson tárolt hulladékot két űrséta alatt (az első 50 percet, a második 2 órát és 5 percet vett igénybe). A tervezett kutatási program mellett az energiaellátás növelésére további napelem-szárnyakat szereltek fel. A szolgálat alatt látogató űrhajó nem érkezett. Két rakományszállítót fogadtak, a Progressz–17-et és a Progressz–18-at. Összesen 149 napot, 10 órát és 45 percet töltöttek a világűrben. 1983. november 23-án Zsezkazgan városától 160 kilométerre értek Földet.

## Személyzet
- Vlagyimir Afanaszjevics Ljahov parancsnok
- Alekszandr Pavlovics Alekszandrov fedélzeti mérnök

### Tartalék személyzet
- Vlagyimir Georgijevics Tyitov parancsnok
- Gennagyij Mihajlovics Sztrekalov fedélzeti mérnök